# Автодром імені Жиля Вільнева
Автодром імені Жиля Вільнева (фр. Circuit Gilles Villeneuve) — траса для автомобільних перегонів класу Формула-1.
Головною подією на автодромі, що розташований на острові є Гран-прі Канади Формули-1 та NASCAR. Також з 4 роки (2002–2006) тут проходила Гонка Чемпіонів (Champ Car).

## Історія

### Передумови
З 1967 року до 1978, всі Гран-прі Канади проходили на автодромі Мотоспорт Парк. У середині 70-х постало питання про зміну застарілого автодрому на новий та сучасніший. Тому ухвалили рішення про будівництво нової автоспортивної споруди, місцем обрали Монреаль — столицю франкомовного регіону Канади Квебеку, розташованого на сході країни. Цей регіон, хто там побував, називають американською (через назву материка) або канадською Європою. Безпосередньо, саму трасу вирішили побудувати на штучному острові Іль-Нотр-Дам, розташованого у руслі річки Святого Лаврентія. Острів Іль-Нотр-Дам спеціально побудували до великої міжнародної виставки Експо-67. До того, як на острові був прокладений асфальт для перегонів, тут проводили змагання з веслування на XXI Літніх Олімпійських іграх 1976 року. Для сполучення острова із містом, було споруджено пішохідний міст Жака Картьє, довжиною 300 м та міст-метро.

### Гран-прі
Перше Гран-прі Канади на новому автодромі пройшов 8 жовтня 1978 року. Першу звитягу на свій рахунок записав місцевий пілот, Жиль Вільньов на Ferrari 312T3.
За чотири роки після відкриття автодрому, у 1982 році під час кваліфікації, у рамках Гран-прі Бельгії на Зольдері, трагічно загинув Жиль Вільньов. Після цієї події, керівники траси вирішили перейменувати її на «Автодром імені Жиля Вільньова» — найвідомішого канадського пілота Формули-1, до цього автоспортивна споруда називалася Острів Нотр-Дам (фр. Circuit Île Notre-Dame). Через місяць після цієї трагічної події в Бельгії, на самому монреальському автодромі сталася теж страшна автомобільна аварія. Молодий італійський гонщик Ріккардо Палетта з команди Osella, зіткнувся на старті з Ferrari Дідьє Піроні. Пілот пішов з життя у госпіталі міста від отриманих травм.
В 1987 році через деякі розбіжності між організаторами змагань та представниками Формули-1, автодром не приймав «Королеву Автоспорту».
Потрібно згадати напевне про найкурйозніший фініш в історії траси. Все відбулося під час Гран Прі Канади 1991 року, коли на останньому колі гонки, лідер Найджел Менселл занадто рано почав святкувати свою перемогу. Британський спортсмен сповільнилося та розпочав вітати глядачів. Автомобіль сповільнився настільки, що двигун заглух, а згідно з регламентом, запустити самостійно його пілот не має права. А здивований Нельсон Піке, здобув останню в своїй кар'єрі перемогу.
Сама траса є дуже вузькою із малими зонами безпеки, становить собою комбінацію довгих прямих і повільних шикан та частково складається із доріг загального користування. Металеві відбійники розташовані близько до траси, що вимагає від пілота постійної концентрації уваги та не пробачає помилок. У цілому трек є дуже швидкісний та поступається за цим показником лише італійській Монці. Тож важливе значення під час перегонів має потужність двигуна і ефективність колісної гуми. Траса, через свою конфігурацію, дуже вимоглива до гальм. А от від аеродинаміки мало що залежить.
Відзначимо, що гонки тут завжди непередбачувані. Часто відбувається перемогу здобуває той, хто на неї реально не претендує. Так сталося на Гран-прі 2011 року, коли британець Дженсон Баттон, з останнього місця у важкій дощовій гонці здобув перемогу, обійшовши Себастьяна Феттеля на останньому повороті, перед фінішем.
У траси є одна дуже відома деталь, що називається «стіною чемпіонів» — стіна на виході з останньої шикани, отримала свою назву після того, як в 1999 році одразу три чемпіони світу — Деймон Хілл, Міхаель Шумахер та Жак Вільньов розбили об неї свої автомобілі.